# Rubaja Barnan
Rubaja Barnan (arab. ربيعة برنان) – wieś w Syrii, w muhafazie Idlib. W 2004 roku liczyła 213 mieszkańców.